# Испытание железом
Испыта́ние же́лезом — один из четырех видов реализации «Божьего Суда», один из способов доказывания согласно «Русской Правде». 
обвиняемый брал в голую руку железо раскаленное ли вынимал ею кольцо из  кипятка: после чего судьям надлежало обвязать и запечатать оную. Если через три дня не оставалось язвы или знака на коже, то невиновность была доказана.Карамзин Н.М. История государства Российского. — М.: Олма-Пресс, 2003. — С. 71.
При иске от двух гривен до полугривны золота предусматривалось несильное испытание железом. Использовалось как формальное доказательство в случае отсутствия или недостаточности иных доказательств.
По мнению Н.Л. Дювернуа испытания относятся к дополнительным видам доказательств и применяются по возрастанию силы. 
По мнению В.О. Ключевской, «испытание железом» исчезло раньше, чем иные формы «Суда Божия».
По мнению М.В. Яровой статьи об испытании раскаленным железом.